# جيوفري جي. أوبراين
جيوفري جي. أوبراين (بالإنجليزية: Geoffrey G. O'Brien)‏ هو شاعر أمريكي، ولد في 10 مايو 1969 في الولايات المتحدة.